# Dungeons (videojuego)
Dungeons es un videojuego para pc de estrategia y simulación desarrollado por RealmForge Studios y publicado por Kalypso Media. Fue anunciado oficialmente el 12 de agosto del 2010 y se lanzó el 27 de enero de 2011 en Alemania y el 10 de febrero de 2011 en Norteamérica.
En España salió a la venta el 14 de julio de 2011 totalmente traducido al español (Voces y textos) por la compañía de videojuegos española FX Interactive.

## Introducción
Con el fin de ganar a los oponentes, el jugador debe reunir un gran ejército de criaturas diferentes y capacitarlas, también debe proporcionarles comida y entretenimiento. La campaña consta de 20 tareas. La meta del jugador es para atraer a su poder a los guerreros más poderosos, obtener su fuerza y convertirse en el único gobernante del inframundo. A medida que avanza el jugador abre nuevos tipos de habitaciones, trampas, y decoraciones. El sistema de creación de viviendas y salas es muy similar al de Dungeon Keeper 2 aunque hay diferencias significativas. Para conseguir nuevos monstruos el jugador tiene que crear ciertos tipos de instalaciones.
El jugador tiene un personaje en el juego, el Señor del Mal. Fuera de la zona de influencia del jugador, el Señor del Mal depende de su espada y sus hechizos.

## Consejos

### El Mal personificado
Es usted: amo y señor del Inframundo. Decore su mazmorra para aumentar su prestigio y reforzar sus atributos. Aprende hechizos, habilidades y recupere el trono que le pertenece.

### Objetos de deseo
Los héroes acudirán en masa a su mazmorra para satisfacer sus necesidades de combate, conocimiento y aventura. En su mano está satisfacer esos anhelos...

### Más prestigio, más poder
Instale artilugios en las salas y pasillos de su mazmorra para aumentar su prestigio. Cuanto más atractiva resulte la mazmorra, mayor será su poder.

### Un trono para dominarlos a todos
Otros Señores del Mal intentarán derrotarle. Pobres ilusos... Conquistales sus mazmorras y acaba con ellos.

### En busca de energía
Cada héroe satisfecho es una fuente de energía de espíritu, el recurso más deseado por los Señores del Mal. Se tiene que procurar que los aventureros disfruten... ¡y luego exprimirlos sin piedad!